# Starowa Góra
Starowa Góra – wieś w Polsce położona w województwie łódzkim, w powiecie łódzkim wschodnim, w gminie Rzgów.
W latach 1975–1998 miejscowość administracyjnie należała do ówczesnego województwa łódzkiego.

## Historia
W wyniku drugiego zaboru Polski w 1793 rejony dzisiejszej Starowej Góry (jak i ówczesnej Łodzi) znalazły się we władaniu Prus, a upaństwowienie dóbr biskupstwa włocławskiego w 1798 umożliwiło pozyskanie nowych terenów i ich zagospodarowywanie m.in. poprzez lokowanie kolonistów niemieckich. Na pozyskanych w ten sposób terenach założono 3 pierwsze kolonie pruskie: Effingshausen (obecnie Starowa Góra) Friedrichshagen (obecnie Augustów) i Neu Sulzfeld (obecnie Nowosolna). Osadnictwu niemieckiemu sprzyjał także okres Królestwa Polskiego, którego władze dążyły m.in. do rozwoju przemysłowego kraju. 
Starową Górę (jak i inne kolonie) ulokowano na zasadach prawnych osad olęderskich, ale kształt i rozplanowanie nowych wsi różniły się. Kolonie budowano regularne, rozciągając wzdłuż głównej drogi. Ze względu na jednakowe powierzchnie pól, rozplanowanie i układ zabudowań nazwano ten typ wsi rzędówkami. Cecha ta jest doskonale widoczna także i dziś, m.in. główną ulicą i osią Starowej góry jest ul. Centralna, którą przecina droga krajowa 91.
Tereny wsi składały się z lasów i podmokłych łąk. O ile po lasach nie ma śladu (z wyjątkiem tych w pobliskiej Rudzie Pabianickiej), tak podmokłe łąki wciąż istnieją. Przed założeniem miejscowości na terenach dzisiejszej miejscowości znajdowały się bagna, które wśród lokalnych mieszkańców miały rzekomo uchodzić za przeklęte.
Pierwsi mieszkańcy Starowej Góry pochodzili z Baden i Sachsen. Byli oni przede wszystkim wyznania luterańskiego, w związku z tym na początku XIX w. w pobliżu dzisiejszych ul. Granicznej i ul. Łódzkiej powstał cmentarz ewangelicki. Obecnie, jest zapomniany i silnie zdewastowany.
Za czasów niemieckiej ludności, opiekę duchową zapewniali pastorzy z parafii w Brużycy Wielkiej, a potem z Pabianic. I wojna światowa odbiła się na Starowej Górze przede wszystkim podczas bitwy pod Łodzią w 1914, której ślady widać na pobliskim cmentarzu wojskowym w Starej Gadce.
Po II wojnie światowej, na mocy postanowień z Poczdamu, osoby narodowości niemieckiej zostały wysiedlone. Na ich miejsce przybyły rodziny ze wschodnich rejonów Polski, jednak według spisu powszechnego z 1955 Starową Górę zamieszkiwało jedynie 31 osób. W kolejnych latach odnotowywano ciągły przyrost mieszkańców, co prezentowało się następująca:
- 1960 – 60 mieszkańców
- 1970 – 178 mieszkańców
- 1980 – 518 mieszkańców
- 1990 – 773 mieszkańców
- 2000 – 1262 mieszkańców
- 2021 – 2813 mieszkańców

Tendencja wzrostowa jest obecnie związana z osiedlaniem się we wsi mieszkańców sąsiedniej Łodzi.

### Zniknięcie rodziny Bogdańskich
O Starowej Górze stało się głośno w całej Polsce w maju 2003, kiedy wypłynęła informacja o zniknięciu rodziny Bogdańskich miesiąc wcześniej. Sprawa wzbudziła zainteresowanie mediów oraz opinii publicznej ze względu na brak jakichkolwiek śladów sugerujących, co mogło stać się z pięcioosobową rodziną. Ich dom miał sprawiać wrażenie, jakby mieszkańcy opuścili go tylko na moment.
Przez wiele lat próbowano rozwiązać sprawę, w tym również za granicą. Pomimo różnych hipotez, nigdy nie wyjaśniono zniknięcia. Wydarzenie to do dzisiaj wzbudza zainteresowanie.

## Gospodarka
Przy ul. Zakładowej 3/7 mieści się główna siedziba Zakładów Przetwórstwa Mięsnego Grot Sp. z o.o. Przedsiębiorstwo działa w miejscowości od 1990.

## Transport
Przez miejscowość przebiega droga krajowa nr 91.
Transport publiczny obsługują: łódzkie MPK (linia autobusowa 56) oraz PKS (relacja autobusowa Łódź – Tuszyn).

## Bezpieczeństwo Publiczne
Obszar Starowej Góry podlega pod Komisariat Policji w Rzgowie.

### OSP w Starowej Górze
Niemieccy osadnicy prawdopodobnie już w 1904 zorganizowali we wsi straż ogniową. Natomiast dopiero po wojnie powstała Ochotnicza Straż Pożarna w Starowej Górze. Jej pierwszym komendantem był Zygmunt Samiec. Jednostka działała do 1981, kiedy to ją zawieszono w związku ze stanem wojennym. Dopiero w 2003 została reaktywowana.

## Kultura
We wsi działa Koło Gospodyń Wiejskich Starowa Góra, które wchodzi w skład Gminnej Rady Kobiet Kół i Gospodyń Wiejskich.
Przy ul. Centralnej 100a znajduje się Dom Kultury Starowa Góra.